# Voden (distrikt i Bulgarien, Plovdiv)
Voden (bulgariska: Воден) är ett distrikt i Bulgarien.   Det ligger i kommunen Obsjtina Părvomaj och regionen Plovdiv, i den centrala delen av landet, 180 km sydost om huvudstaden Sofia.
Trakten runt Voden består till största delen av jordbruksmark. Runt Voden är det ganska glesbefolkat, med 34 invånare per kvadratkilometer.